# The O.C.
The O.C., первоначально известная как The Club (в переводе с англ. — «Клуб»), — американская группировка в рестлинге, в настоящее время выступающая в WWE. Она выступает на бренде Raw и состоит из Эй Джей Стайза, Люка Галлоуса, Карла Андерсона и Мичин. Название их команды происходит от их коронной фразы: «Официальный, оригинальный, один клуб, который имеет значение» (англ. the Official, the Original, the Only Club that matters).
Ранее работавшие в NJPW в составе Bullet Club, трио Стайлза, Галлоуса и Андерсона воссоединилось в WWE в мае 2016 года под названием «Клуб», а через два месяца распались. Они официально воссоединились в июле 2019 года и были переименованы в The O.C. Команда снова распалась в апреле 2020 года, когда Галлоус и Андерсон были уволены из WWE, но воссоединилась после возвращения в компанию в октябре 2022 года.

## Предыстория
С 2014 по 2016 год Эй Джей Стайлз, Люк Галлоус (под именем Док Галлоус) и Карл Андерсон были членами группировки Bullet Club, выступая в основном в японском промоушене New Japan Pro-Wrestling (NJPW). В NJPW Стайлз был двукратным чемпионом IWGP в тяжелом весе, а Гэллоуз и Андерсон — трёхкратными командными чемпионами IWGP. Стайлз покинул промоушен в январе 2016 года, а Галлоус и Андерсон — в феврале. После их ухода в течение нескольких недель шли слухи о том, что трио подпишет контракт с WWE.

## История

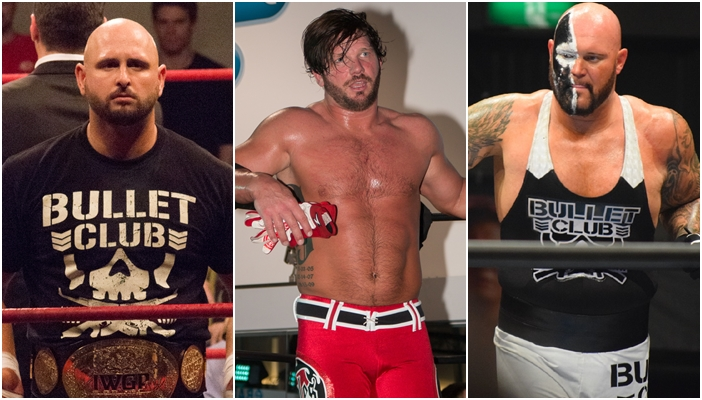
Члены The O.C. (слева направо): Карл Андерсон, Эй Джей Стайлз (лидер) и Люк Галлоус

## Титулы и достижения
- New Japan Pro-Wrestling
  - Чемпион NEVER в открытом весе (1 раз) — Андерсон
- WWE
  - Чемпион Соединённых Штатов WWE (1 раз)[6] — Стайлз
  - Командное чемпионство WWE Raw (1 раз)[7] — Галлоус и Андерсон
  - Командный кубок мира WWE (2019) — Галлоус и Андерсон[8]